# Ede Poldini
Ede Poldini est un compositeur hongrois de la période romantique né le 13 juin 1869 à Budapest et mort le 28 juin 1957 à Corseaux. Célèbre en Hongrie pour ses nombreux opéras, il acquiert une notoriété internationale avec la transcription pour violon par Fritz Kreisler de sa pièce pour piano La Poupée valsante.

## Biographie
Ede Poldini naît le 13 juin 1869 à Budapest en Hongrie. Son grand-père paternel est un imprimeur venu d'Italie s'installer à Pest. Son père, qui poursuit l'activité paternelle, est un acteur amateur enthousiaste et possède une belle voix chantée. Sa mère est la fille d'un chef de chœur d'église, se remariant veuve avec deux enfants. Les sept enfants en tout de la famille Poldini pratiquent quotidiennement la musique à la maison. Ede étudie avec István Tomka à Budapest et plus tard avec Eusebius Mandyczevski et Julius Epstein à Vienne. En 1908 il s'installe à Genève et, une année plus tard, à Corseaux sur Vevey.
Il est l'auteur d'opéras célèbres en Hongrie comme Csavargó és királyleány (Le Clochard et la Princesse, opéra-comique en un acte, 1903), Farsangi lakodalom (Mariage au temps du Carnaval, 1924), Selyemháló ou Himfy. Csavargó és királyleány est donné quatorze fois à Dresde en 1916-1917 sous la direction de Fritz Reiner.
Il écrit également des opérettes pour enfant comme Csipkerózsika, Hamupipőke ou Vasorrú bába.
Il est mieux connu pour ses pièces miniatures pour piano comme La Poupée valsante, rendue célèbre par la transcription pour violon de Fritz Kreisler, Arlequinades, Morceaux pittoresques, Épisodes à la cour, Images, ou Moments musicaux. Marionnettes est une série de sept pièces pour piano qu'il a par la suite orchestrées.
Il meurt à Corseaux, dans le canton de Vaud en Suisse, le 28 juin 1957, à l'âge de 88 ans.